# Busseola rufidorsata
Busseola rufidorsata là một loài bướm đêm trong họ Noctuidae.